# Sankofa Bowl 2018
Il Sankofa Bowl 2018 è stata la 2ª edizione dell'omonimo torneo di football americano.

## Squadre partecipanti
| Club                       | Città   | Stadio | Sponsor ufficiale |
| -------------------------- | ------- | ------ | ----------------- |
| Lagos Marines              | Lagos   |        |                   |
| Riviera Golf Golden Eagles | Abidjan |        |                   |

## II Sankofa Bowl
| Lagos dicembre 2018 | Lagos Marines | 44 – 16 | Riviera Golf Golden Eagles |  |

## Verdetti
- Lagos Marines Vincitori del Sankofa Bowl 2018